# Kaknästurm
Der Kaknästurm (schwedisch Kaknästornet) ist ein kombinierter Aussichts- und Richtfunkturm in Stockholm und war mit einer Höhe von 170 Metern das höchste für Touristen zugängliche Bauwerk in Schweden. Seit dem 25. September 2018 ist der Kaknästurm für die Öffentlichkeit gesperrt. Der Betreiber Teracom nennt als Grund Mängel im Brandschutz, insbesondere bei der Sprinkleranlage und beim Rauchabzug.

## Beschreibung
Der Kaknästurm befindet sich im Stadtteil Djurgården. Er wurde von 1964 bis 1967 geplant und gebaut. Architekt waren die Partner Borgström & Lindroos.
Er ist wie die meisten modernen Fernsehtürme eine Stahlbetonkonstruktion, die allerdings im Unterschied zu den meisten anderen Fernsehtürmen einen quadratischen Querschnitt besitzt. Die Plattformen für die Antennen und das Restaurant haben ebenfalls einen quadratischen Grundriss, diese sind in einen Winkel von 45 Grad gegen den Turmschaft gedreht, was entsprechende Schattenwürfe verursacht.
Im oberen Teil befand sich ein Restaurant und die Aussichtsplattform im 30. Geschoss. Der Stahlbetonturm ohne den Antennenmast ist 155 Meter hoch. Vom Kaknästurm aus wird die gesamte Rundfunk-, Fernseh- und Satellitenkommunikation der schwedischen Radio- und Fernsehprogramme überwacht und gesteuert.

### Bildergalerie

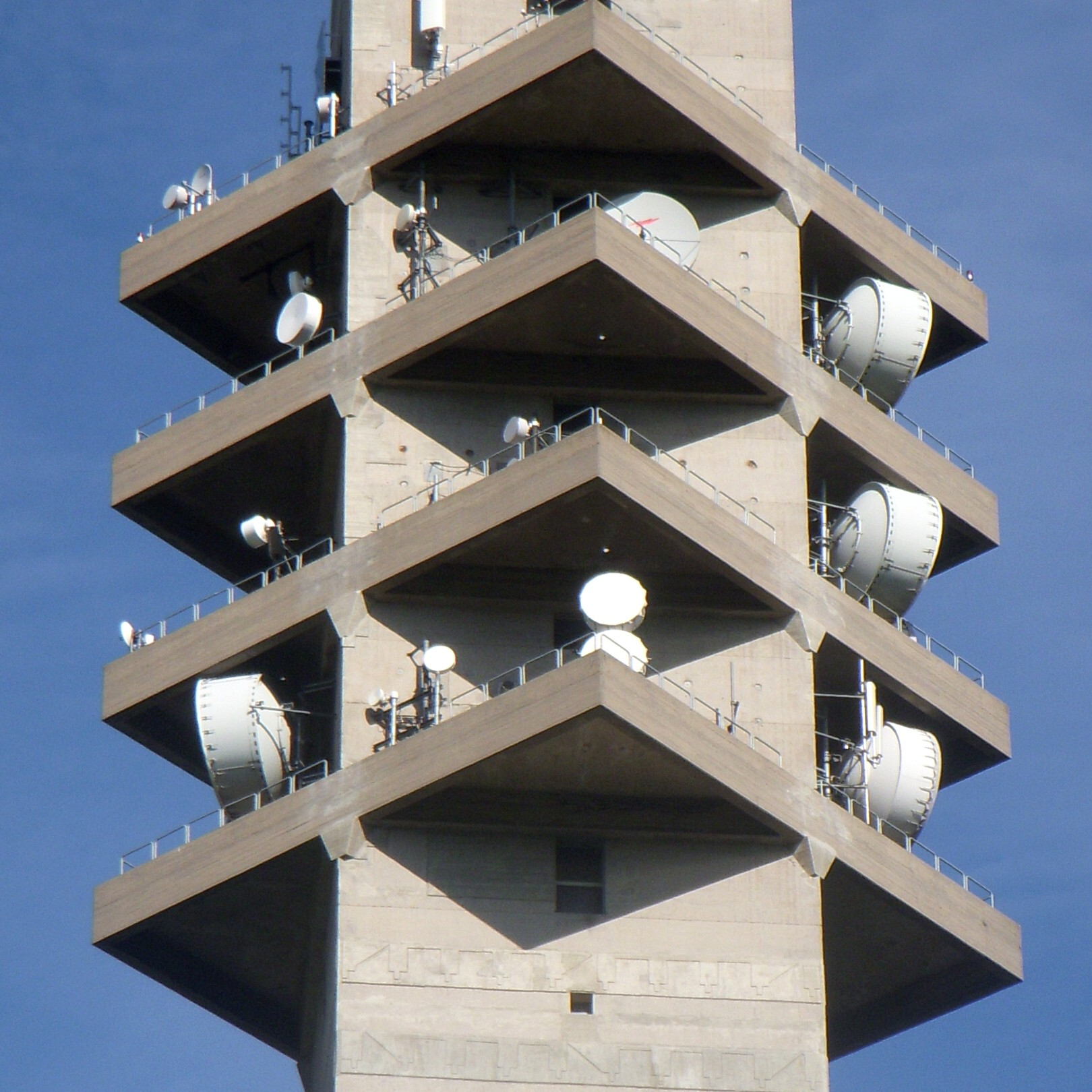
Antennenplattformen
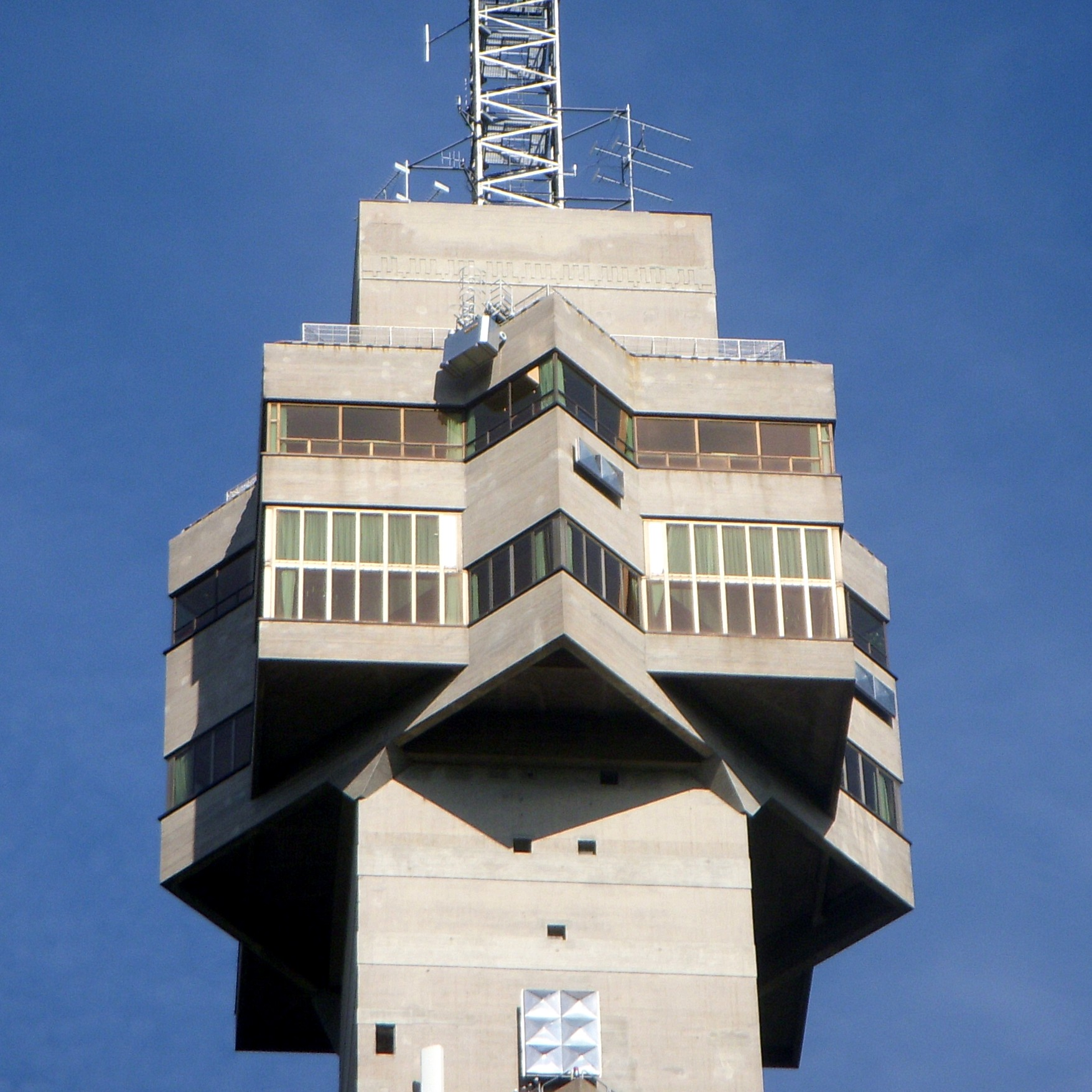
Turmkorb
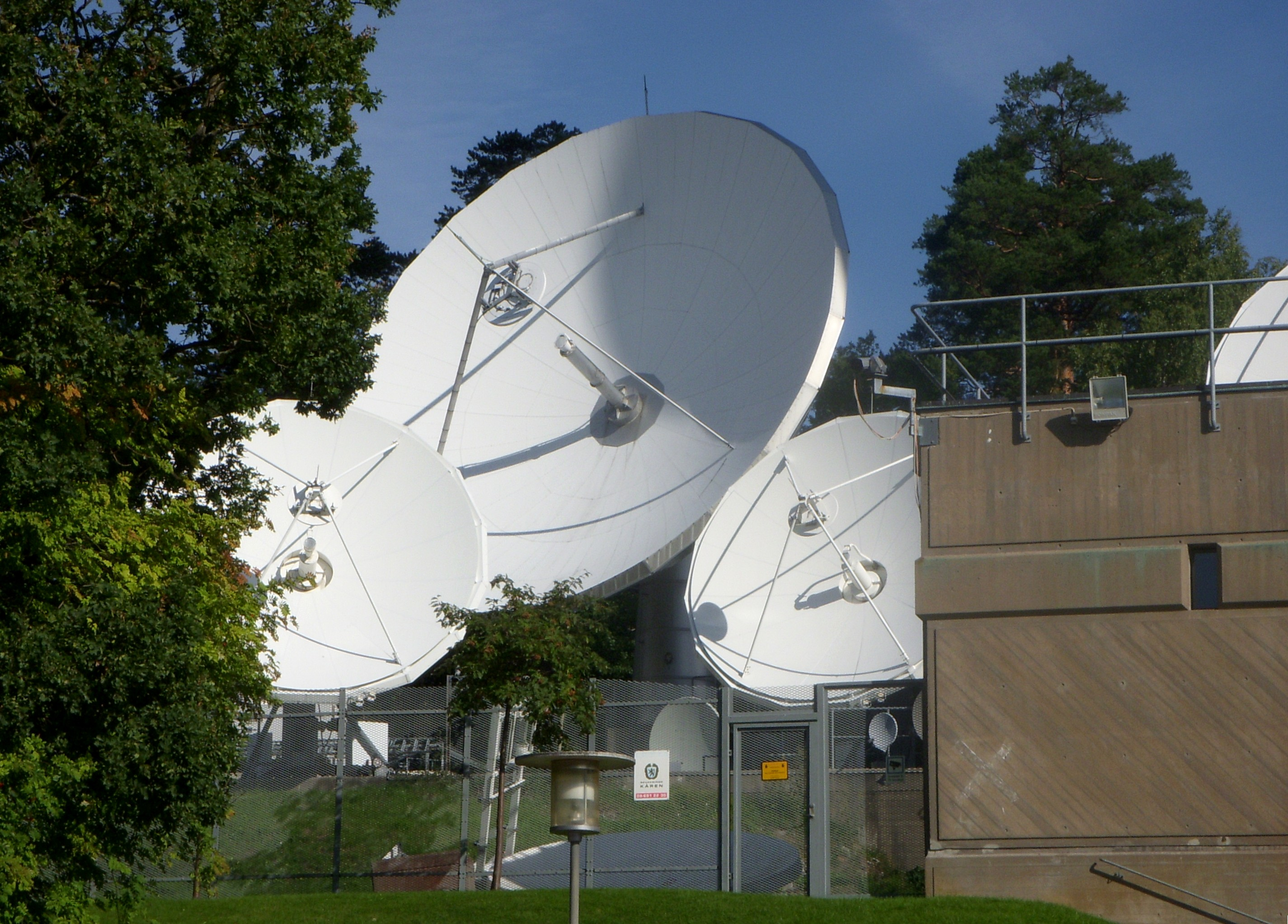
Uplinkparabole
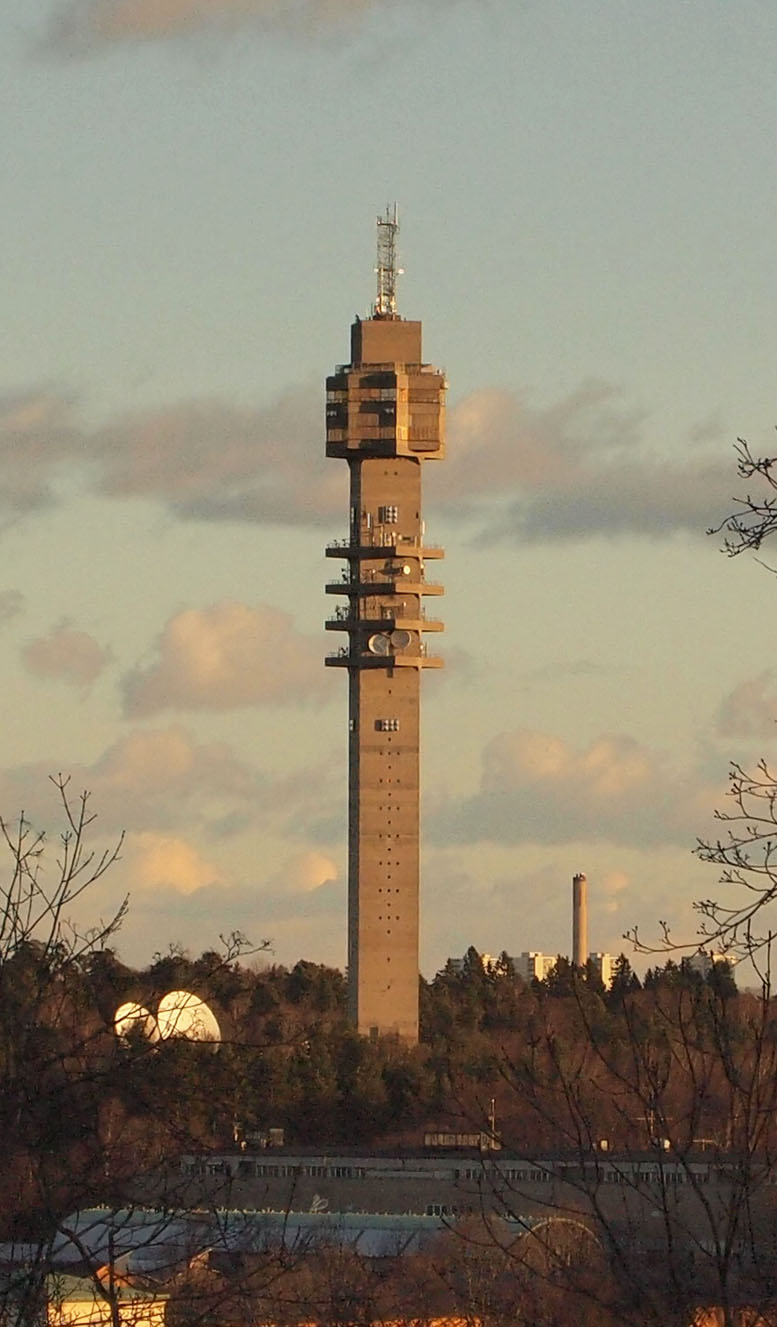
Kaknästornet
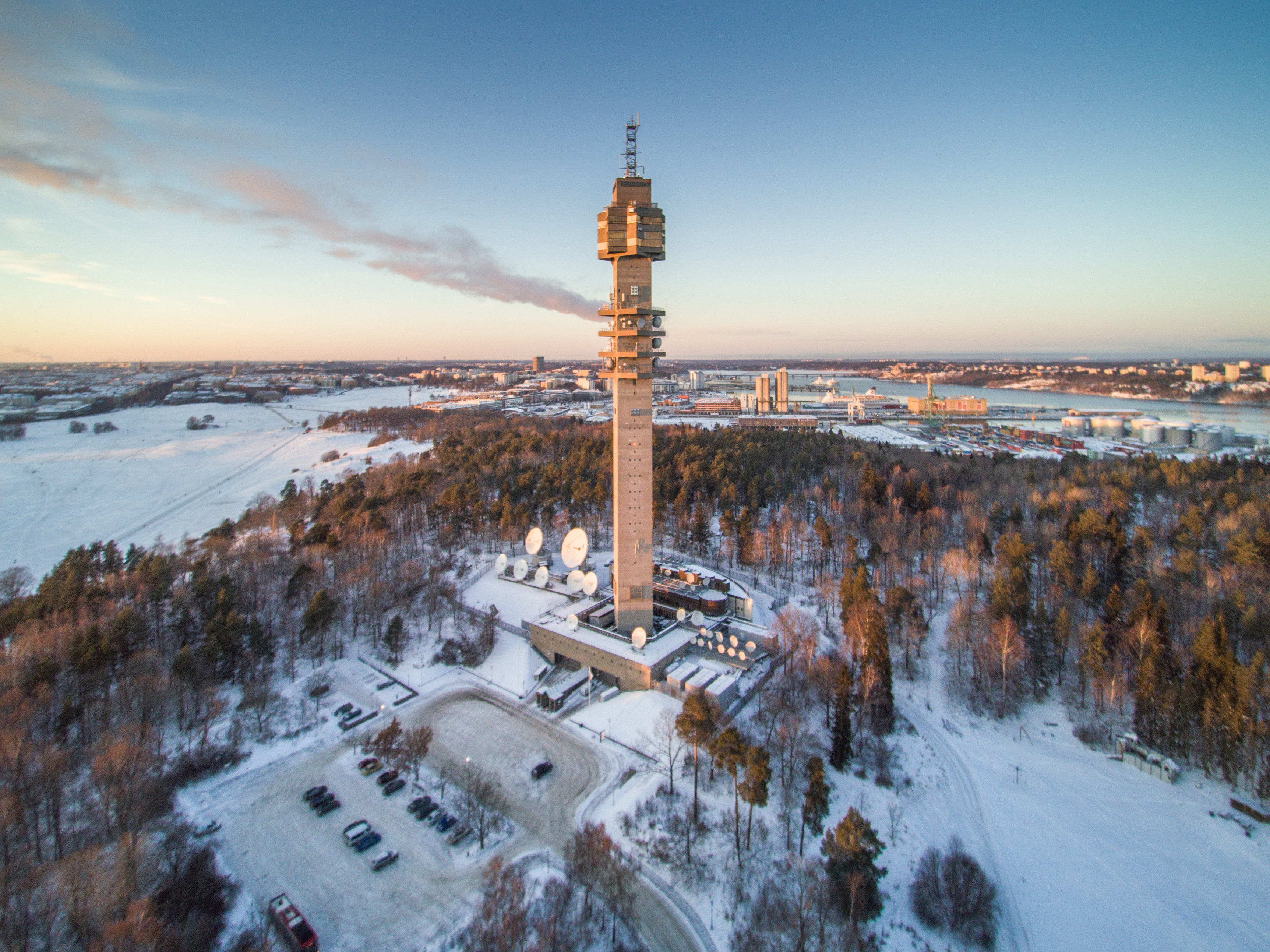
Kaknästurm mit Sendergebäude am Boden
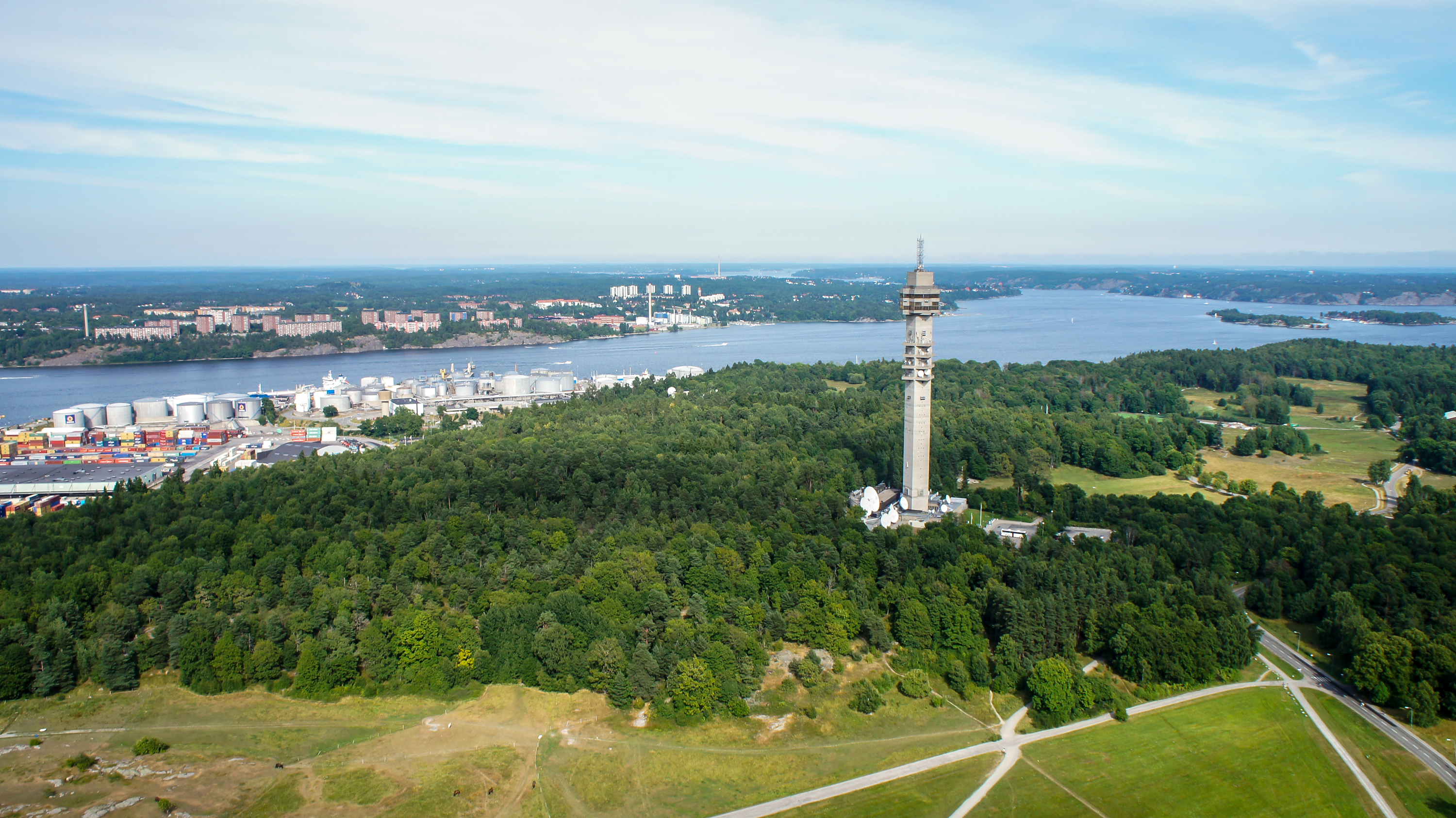
Kaknästurm auf Djurgården